# John Clauser
John Francis Clauser (1 de diciembre de 1942) es un físico teórico y experimental estadounidense que ganó el Premio Wolf de Física en el año 2022 junto con Alain Aspect y Anton Zeilinger por sus contribuciones a la mecánica cuántica, en particular a la desigualdad de Clauser-Horne-Shimony-Holt (CHSH). En 2022, fue laureado junto a Aspect y Zeilinger con el Premio Nobel de Física por sus experimentaciones con fotones entrelazados. Clauser, cuyo trabajo científico no tiene conexión directa con el calentamiento global, aparece ahora principalmente como un actor en la escena organizada de negación del cambio climático.

## Trayectoria
Clauser recibió su licenciatura en ciencias físicas en el California Institute of Technology en 1964. Recibió su Maestría en física en 1966 y su Doctorado en física en 1969 en la Columbia University.
Desde 1969 a 1996 trabajó principalmente en el Lawrence Berkeley National Laboratory, Lawrence Livermore National Laboratory, y en la University of California, Berkeley. Fue miembro del Fundamental Fysiks Group en Berkeley, fundado en mayo de 1975 por Elizabeth rauscher y George Weissman, un grupo informal de físicos que se reúnen semanalmente a discutir sobre filosofía y física cuántica.
Clauser fue galardonado con el Wolf Prize in Physics en 2010 junto a Alain Aspect y Anton Zeilinger. En 1972, trabajando con Stuart Freedman, el llevó a cabo la primera prueba experimental de la predicción del Teorema de CHSH-Bell. Esto fue la primera observación en el mundo del Entrelazamiento cuántico, y fue la primera observación experimental de una violación de la desigualdad de Bell.
En 1974, trabajando con Michael Horne, mostró por primera vez una generalización del Teorema de Bell que proporciona severas restricciones para todas las teorías locales de la naturaleza ( mejor conocidas como Teorías locales objetivas o Objective local theories). Este trabajo introdujo la desigualdad Clauser-Horne (CH) como el primer requisito experimental establecido por el realismo local. También introdujo la "suposición no-mejora CH" con lo cual la desigualdad CH se reduce a la desigualdad CHSH, y con lo cual las pruebas experimentales asociadas restringen al realismo local. Además en 1974 hizo la primera observación estadística sub-Poissoniana de la luz ( por medio de una violación de la desigualdad de Cauchy-Schwarz para campos electromagnéticos clásicos), y por lo tanto, por primera vez, demostró un inequívoco carácter de partículas para fotones. En 1976 llevó a cabo la segunda prueba experimental en el mundo de predicciones del Teorema de CHSH-Bell